# Hoplia jucunda
Hoplia jucunda är en skalbaggsart som beskrevs av Gilbert John Arrow 1932. Hoplia jucunda ingår i släktet Hoplia och familjen Melolonthidae. Inga underarter finns listade i Catalogue of Life.